# Брарен, Олуф
Олуф Брарен (дат. Oluf Braren, с.-фриз. Oluf Braren; 25 февраля 1787, Ольдзум, Дания — 22 марта 1839, там же) — датский севернофризский художник-живописец, последователь направления наивного искусства.

## Биография

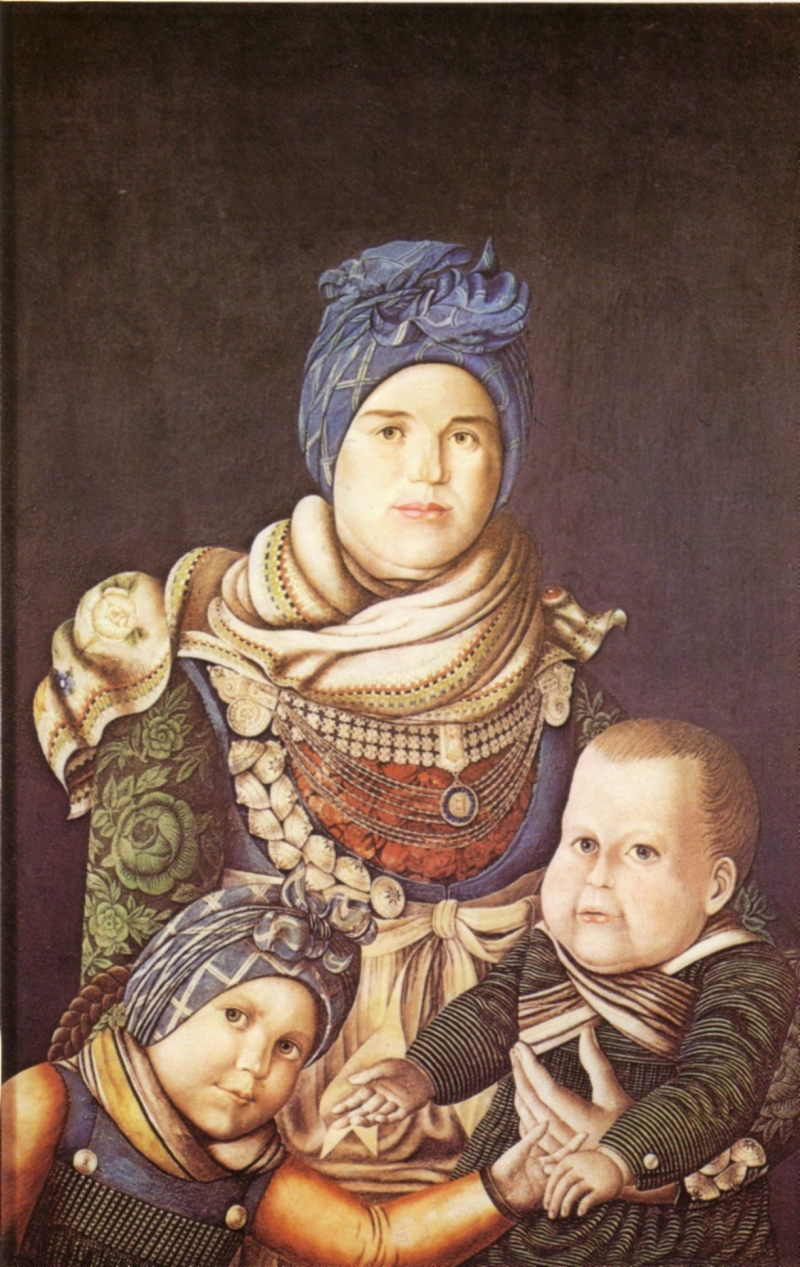
О. Брарен. Портрет Инги Петер Мэтцен и двух детей: Гардины и Петра (ок. 1820)

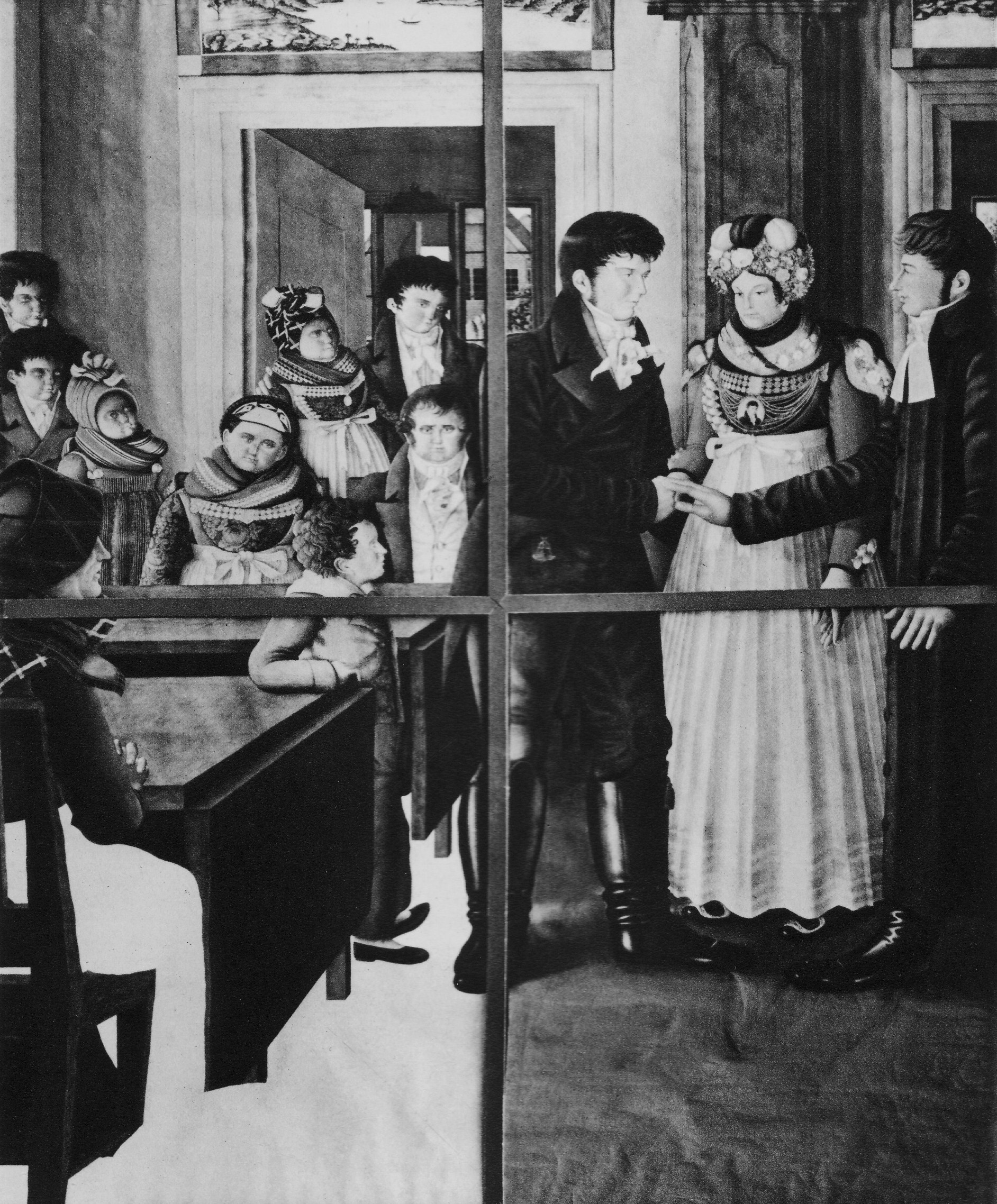
О. Брарен. Домашняя свадьба на Фёре (ок. 1830). Предположительно, на картине изображена свадьба сестры Брарена, Керрин, состоявшаяся в 1811 году.

Родился 25 февраля 1787 года на в Ольдзуме, на острове Фёр, принадлежавшем Королевству Дания. Отец Брарена был кузнецом и фермером. Получив образование с помощью одолженных книг, в 19 лет стал учителем на соседнем острове Зильт.
Примерно в 1810 году переехал в Утерзум — деревню на том же острове Фёр, — где познакомился с Ингой Петер Матсен, девушкой из соседней деревни Хедехузум. Их отношения длились семь лет, в браке родились двое детей. Брат Инги Питер Нахмен Матиссен брал у Олуфа уроки рисования и, раскрыв в себе талант художника, в 1818 году отправился в Ойтин, чтобы обучаться у Иоганна Генриха Вильгельма Тишбейна. В поездке его сопровождал Брарен.
Умер в нищете от туберкулёза, в 1839 году.

## Рецепция
При жизни Брарен не был оценён: например, даже его племянники, при распределении его наследства, предпочли микроскоп, а не три его работы. Интерес к его творчеству возник лишь в XX веке, когда Олуфа Брарена стали считать одним из наиболее ярких представителей наивного искусства XIX века. Так, по мнению немецкого исследователя Франца Роха «эта выдающаяся трагическая личность является высшей точкой немецкой непрофессиональной живописи до XX столетия».